# دار الطبقات

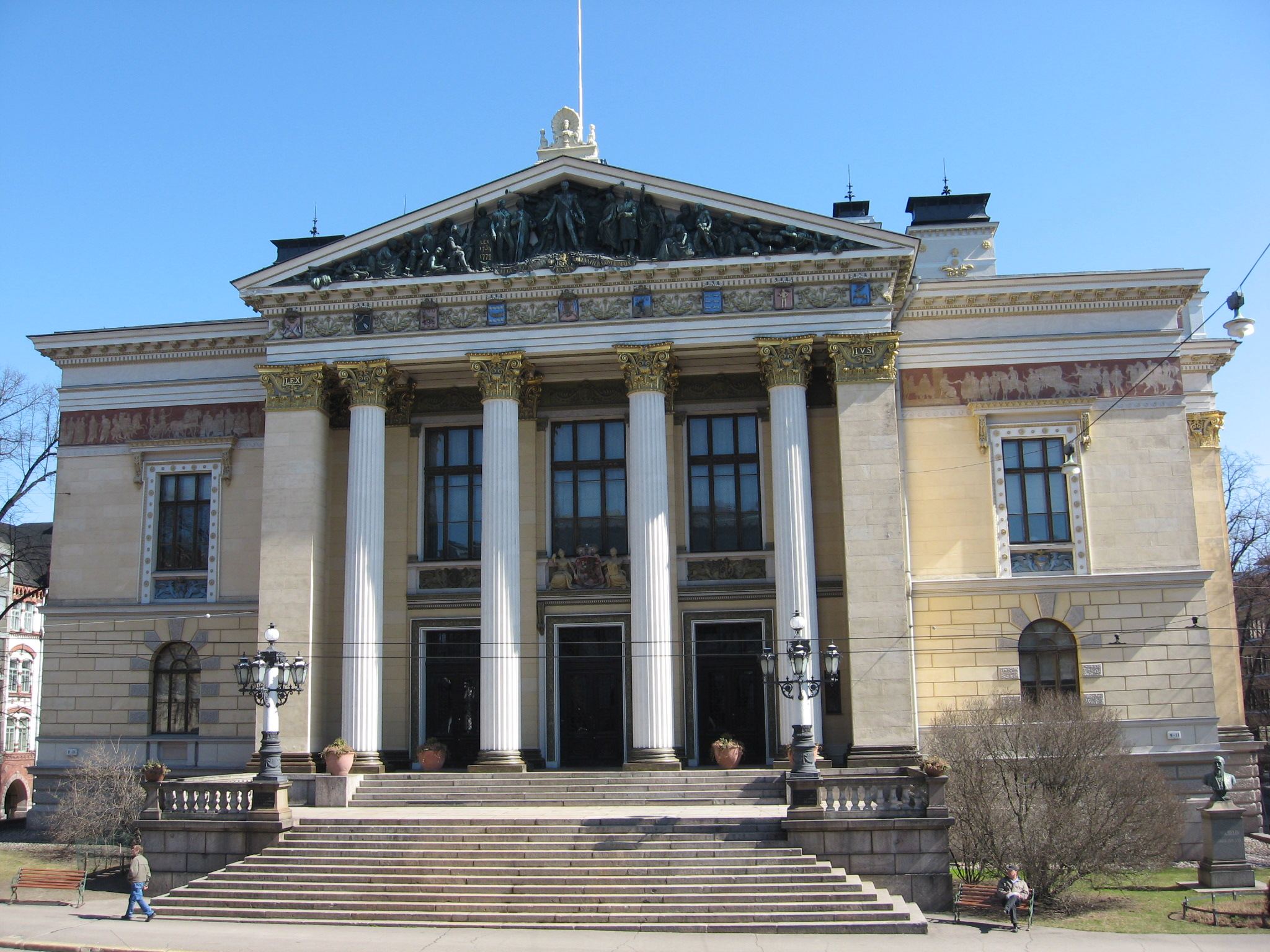
Säätytalo

دار الطبقات (بالفنلندية: Säätytalo ، بالسويدية: Ständerhuset) مبنى تاريخي في العاصمة الفنلندية هلسنكي. من عام 1891 ، لما تم بناؤه ، استضاف ثلاثة طبقات العموم من الطبقات المملكة الأربعة في فنلندا (انظر مجلس بورفو). استبدالت الطبقات في إصلاحات 1906 البرلمانية بمؤسسة برلمان فنلندا أحادي الغرفة . استقر البرلمان في مكان آخر ، وترك دار الطبقات للاستخدام الثانوي.